# Människa, ditt liv är stort
Människa, ditt liv är stort är en psalm med text av Lars Busk Sörensen som är översatt till svenska av Ylva Eggehorn och musik av Willy Egmose. 

## Publicerad som
- Nr 907 i Psalmer i 2000-talet under rubriken "Kyrkliga handlingar".